# Brotula multibarbata
Brotula multibarbata (Temminck & Schlegel 1846), conosciuto come Brotola, è un pesce d'acqua salata appartenente alla famiglia Ophidiidae.

## Descrizione
Presenta un corpo dalla forma piuttosto tozza, compresso ai fianchi, con coda anguilliforme (pinne dorsale, caudale e anale unite). Il muso è munito di barbigli sensibili, e anche le pinne ventrali sono trasformate in due filamenti ramificati.

## Pesca
Nei luoghi d'origine è oggetto di pesca per l'alimentazione e per la pesca sportiva.